# Bob Huggins
Bob Huggins, (Morgantown, Virginia Occidental, 21 de septiembre de 1953) es un entrenador de baloncesto estadounidense que ejerce en la NCAA.

## Trayectoria deportiva
[actualizar]